# Phoenix Critics Circle Awards 2018
5. ročník předávání cen Phoenix Critics Circle Awards se konal dne 15. prosince 2018. Nominace byly oznámeny dne 12. prosince 2018.

## Vítězové a nominovaní

### Nejlepší film
Favoritka
- Zoufalství a naděje
- Roma
- Zrodila se hvězda
- Vice

### Nejlepší režisér
Alfonso Cuarón – Roma
- Paul Schrader – Zoufalství a naděje
- Yorgos Lanthimos – Favoritka
- Spike Lee – BlacKkKlansman
- Adam McKay – Vice

### Nejlepší scénář
Deborah Davisa Tony McNamara – Favoritka
- Bo Burnham – Osmá třída
- Adam McKay – Vice
- Paul Schrader– Zoufalství a naděje
- Spike Lee, David Robinowitz, Charlie Wachtel a Kevin Willmott – BlacKkKlansman

### Nejlepší herec v hlavní roli
Ethan Hawke – Zoufalství a naděje
- Christian Bale – Vice
- Bradley Cooper – Zrodila se hvězda
- Rami Malek – Bohemian Rhapsody
- John David Washington – BlacKkKlansman

### Nejlepší herečka v hlavní roli
Melissa McCarthy – Dokážete mi kdy odpustit?
- Yalitza Aparicio – Roma
- Toni Collette – Děsivé dědictví
- Olivia Colmanová – Favoritka
- Lady Gaga – Zrodila se hvězda

### Nejlepší herec ve vedlejší roli
Richard E. Grant – Dokážete mi kdy odpustit?
- Mahershala Ali – Zelená kniha
- Adam Driver – BlacKkKlansman
- Michael B. Jordan – Black Panther
- Sam Rockwell – Vice

### Nejlepší herečka ve vedlejší roli
Regina Kingová – Kdyby ulice Beale mohla mluvit
- Amy Adams – Vice
- Claire Foy – První člověk
- Emma Stoneová – Favoritka
- Rachel Weisz – Favoritka

### Nejlepší dokument
Won't You Be My Neighbor?
- Free Solo
- Nerovná jízda
- RBG
- Tři blízcí neznámí

### Nejlepší cizojazyčný film
Roma
- Vzplanutí
- Studená válka
- Dogman
- Zloději

### Nejlepší animovaný film
Spider-Man: Paralelní světy
- Úžasňákovi 2
- Psí ostrov
- Mirai no mirai
- Raubíř Ralf a internet

### Nejlepší skladatel
Nicholas Britell – Kdyby ulice Beale mohla mluvit
- Alexandre Desplat– Psí ostrov
- Ludwig Göransson – Black Panther
- Justin Hurwitz – První člověk
- Thom Yorke – Suspiria

### Nejlepší komedie
Osmá třída
- Favoritka
- Noční hra
- Sorry to Bother You
- Vice

### Nejlepší horor
Děsivé dědictví
- Halloween
- Mandy
- Tiché místo
- Suspiria

### Nejlepší komiksový film
Spider-Man: Paralelní světy
- Ant-Man a Wasp
- Avengers: Infinity War
- Black Panther
- Deadpool 2

### Nejlepší sci-fi film
Annihilation
- Tiché místo
- Ready Player One: Hra zčíná
- Sorry to Bother You
- Upgrade

### Speciální ocenění: nejlepší akční film
Mission: Impossible – Fallout